# Wiesław Dzielski
Wiesław Dzielski (ur. 6 czerwca 1916 w Bochni, zm. 30 października 1979) – polski prawnik i działacz spółdzielczy. 

## Życiorys
Urodził się w 6 czerwca 1916 w Bochni, gdzie uczęszczał do szkoły. Ukończył studia prawnicze na Uniwersytecie Jagiellońskim.
Pracował w Bochni, a następnie w Krakowie najpierw w przedsiębiorstwie „Hydrotest”, a od 1954 w Krakowskim Biurze Projektów Budownictwa Przemysłowego. Wraz z Tadeuszem Herzigiem był inicjatorem powstania Międzyzakładowej Spółdzielni Mieszkaniowej „Wspólnota”. W latach 1958–1966 był jej wiceprzewodniczącym i kierownikiem, a od 1966 przewodniczącym. W czasie jego prezesury spółdzielnia wybudowała 197 budynków (ponad 10,5 tysiąca mieszkań) głównie na osiedlach Ugorek, Dąbie, Akacjowa i Prądnik Czerwony.
Zmarł 30 października 1979, pochowany na cmentarzu Rakowickim (kwatera N-5-40).

## Życie prywatne
Żonaty z Zofią z domu Ledzwoń. Mieli syna Mirosława (1941–1989), filozofa i działacza opozycyjnego, którego żoną była Maria (1942−2018), historyk i filolog klasyczny. Jego wnukiem jest Witold.

## Odznaczenia
- Medal 10-lecia Polski Ludowej (27 maja 1955)[7]
- Złota Odznaka „Za Pracę Społeczną dla miasta Krakowa” (17 lipca 1972)[8]

## Upamiętnienie
W latach 1989–1991 w Krakowie na osiedlu Ugorek znajdowała się ulica Wiesława Dzielskiego, dawna ulica Kliny, w 1991 przemianowana na ulicę Mirosława Dzielskiego.